# Manuel Lelo
Manuel Lelo (18 de agosto de 1987) é um velejador angolano. Competiu nas Olimpíadas de 2016 no Rio de Janeiro no qual disputou na classe de laser masculino terminando em 46º lugar.